# Panasonic DMC-CM1
Das DMC-CM1 ist ein Smartphone des japanischen Herstellers Panasonic. Besonderheit ist die Kamera mit dem mit 1 Zoll  größten jemals verbauten Sensor in einem Mobiltelefon (Stand November 2017), vorheriger Rekordhalter war das Nokia 808 PureView mit einem 1/1,2 Zoll-Sensor, der 808-Nachfolger Nokia Lumia 1020 hatte lediglich einen 1/1,5 Zoll-Sensor.

## Eigenschaften
Die integrierte Digitalkamera besitzt einen 1-Zoll-Bildsensor mit einer nativen Auflösung von 5472×3648 Pixeln. Das Gerät kann offiziell microSD-Karten bis 128 GB handhaben, tatsächlich sind aber mindestens 512 GB möglich.